# Мариацелльская железная дорога
Мариацелльская железная дорога (нем. Mariazellerbahn, ранее называлась Niederösterreichisch-steirische Alpenbahn) — узкоколейная железнодорожная линия, соединяющая столицу Нижней Австрии город Санкт-Пёльтен с крупнейший паломническим центром Австрии — городом Мариацелль (федеральная земля Штирия).
Владельцем и оператором железной дороги с декабря 2010 года является Транспортная организация Нижней Австрии (Niederösterreichische Verkehrsorganisationsgesellschaft, NÖVOG).

## История
Паломнический центр Мариацелля был одним из самых посещаемых иностранцами мест Австро-Венгрии в XIX веке. Много мнений был по поводу строительства туда железной дороги, и только после того, как в 1895 году был принят Закон о железных дорогах Нижней Австрии (Niederösterreichisches Landeseisenbahngesetz von 1895), началась работа над проектом. Из-за труднопроходимой местности, через которую должна была пройти железнодорожная линия, было решено построить её для узкой колеи. В 1896 году начались строительные работы Нижне-австрийским железнодорожным управлением (Niederösterreichische Landeseisenbahnamt) под руководством исполняющего обязанности директора Йозефа Фоговица (Josef Fogowitz). 4 июля 1898 года был открыт первый участок дороги. Строительство продолжилось и в 1906 году движение стало возможным. Одним из выдающихся инженерных сооружений на этой линии стал туннель Gösingtunnel длиной 2369 метров — самый длинный тоннель на австрийской узкоколейной железной дороге. 2 мая 1907 года началось движение пассажиров в Мариацелль.

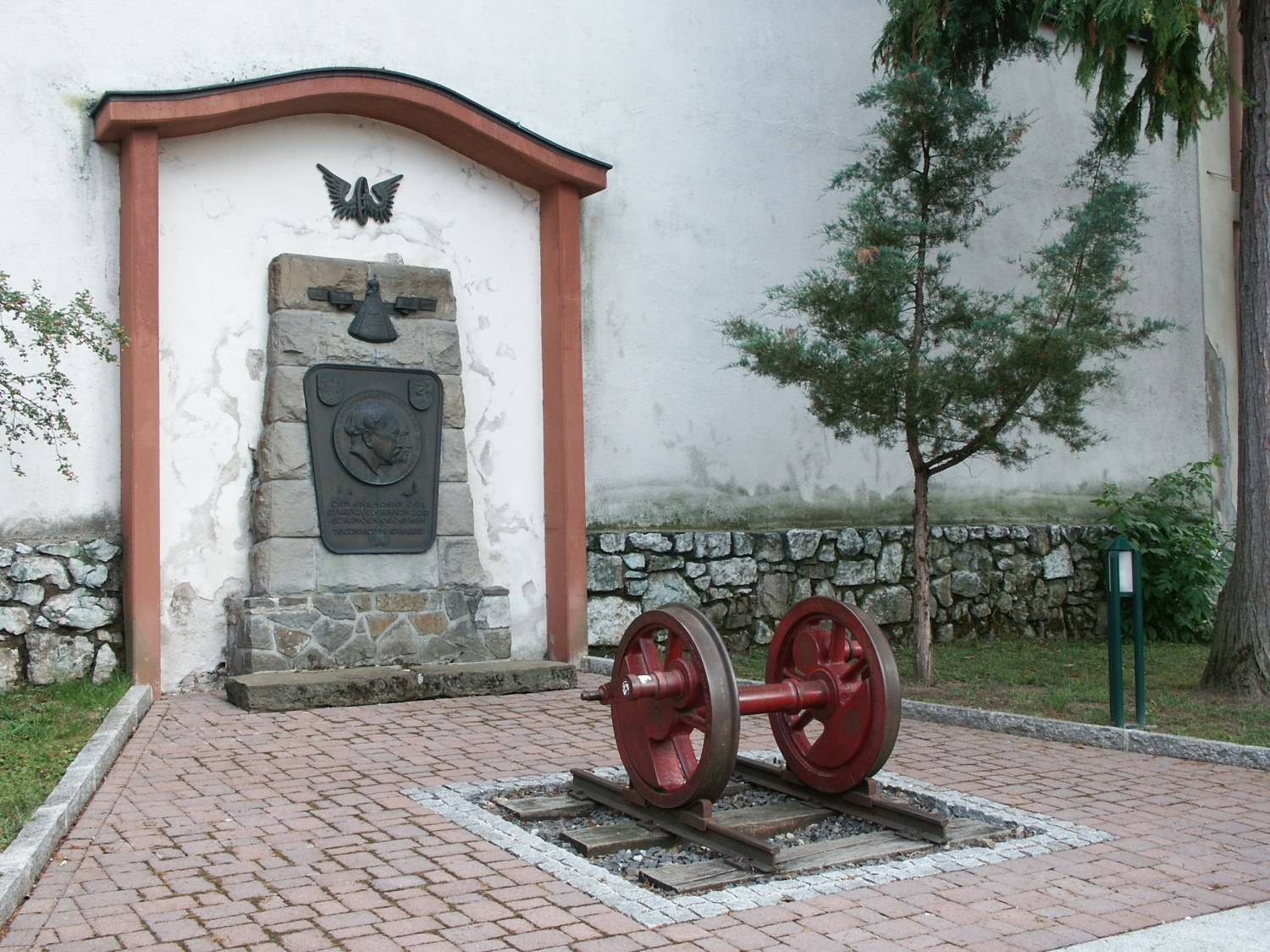
Памятник строителям Мариацелльской железной дороги

Впоследствии было рассмотрено несколько вариантов повышения производительности дороги, в том числе двухпутное её расширение и приобретение более мощных паровозов. Исполняющий обязанности директора Государственного управления железных дорог Эдуард Энгельманн предложил электрифицировать линию с помощью однофазного переменного тока. Это предложение считалось революционным, так как никогда ранее железная дорога такой длины не имела электрической тяги. В то время электрическую тягу имели только трамваи и небольшие местные железные дороги — и все они питались от постоянного тока. Только построенная в 1904 году железная дорога Stubaitalbahn эксплуатировалась на переменном токе. Несмотря на ожесточенное сопротивление, Энгельманн смог претворить в жизнь свои замыслы: проработанный им в деталях в 1906 году проект был утвержден в декабре 1907 года. До 1911 года проводились работы по электрификации железной дороги: создавались технические объекты (в том числе электрическая станция Винербрук) и закупались локомотивы серии ÖBB 1099, которые использовались вплоть до 2013 года. Построенные на Мариацелльской железной дороге электрические станции также использовались для снабжения горных областей электроэнергией и впоследствии сформировали основу для Нижне-Австрийской региональной энергетической компании NEWAG (в настоящее время — EVN AG).
Во время Первой мировой войны большое количество паровозов и вагонов были временно конфискованы на военные нужды. Во время Второй мировой войны железная дорога немного пострадала. После войны она реконструировалась и обновляла подвижной состав, переходя к разным владельцам. Осенью 2003 года был разработан план перевода части Мариацелльской железной дорога на стандартную колею, однако он реализован не был.
В течение полутора месяцев, с 30 марта по 12 мая 2016 года, на железнодорожной линии проводились капитальные работы, и для сообщения Санкт-Пёльтен — Мариацелль использовались автобусы.
В настоящее время на Мариацелльской железной дороге используются новые панорамные вагоны «Himmelstreppe» производства швейцарской компании Stadler Rail.